# Korostyschiw
Korostyschiw (ukrainisch Коростишів, russisch Коростышев Korostyschew) ist eine Stadt in der ukrainischen Oblast Schytomyr mit etwa 26.100 Einwohnern (Hochrechnung 1. Januar 2005). Die Stadt liegt am Ufer des Teteriw im historischen Gebiet Polesien.

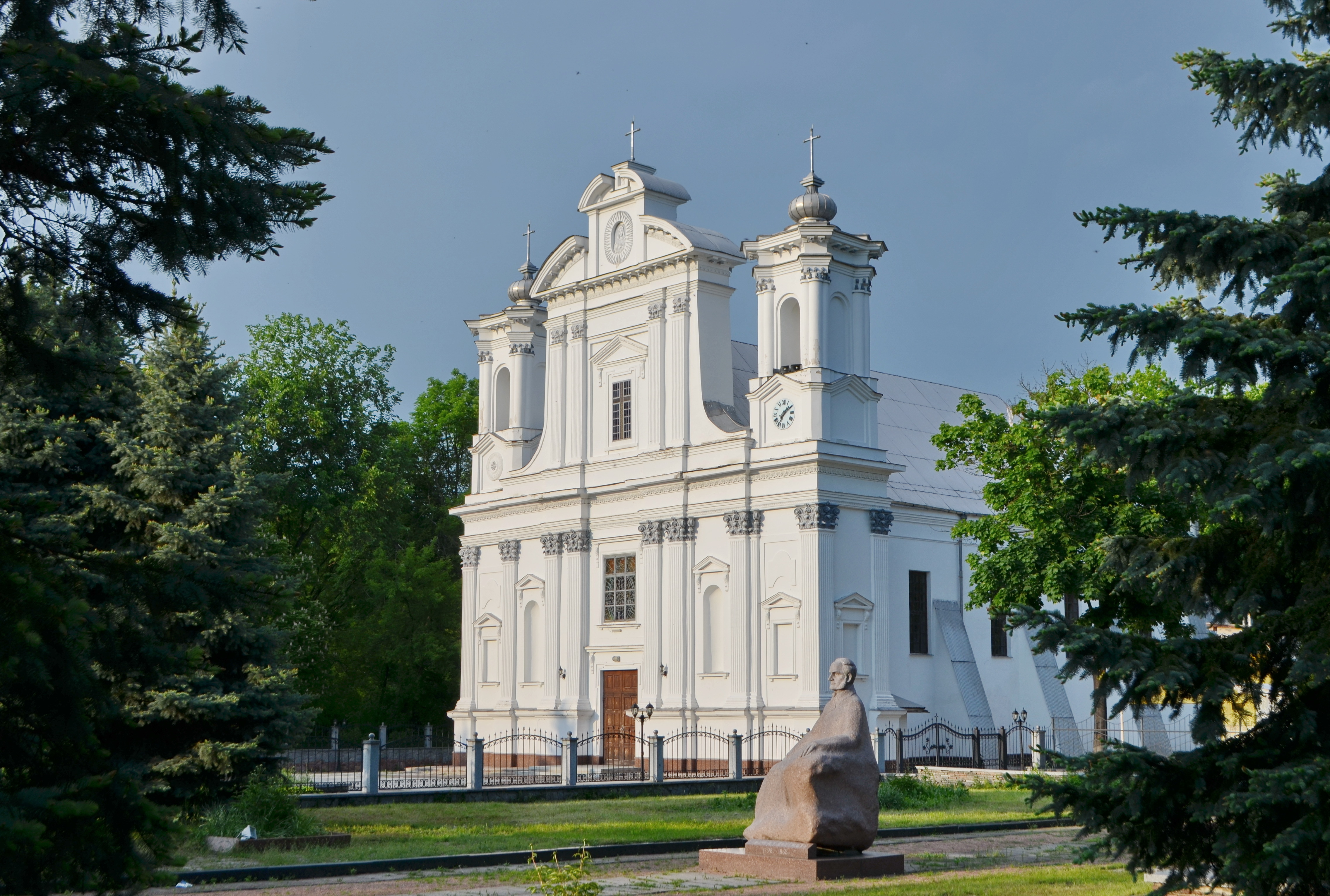
Kirche im Ort

Korostyschiw war bis Juli 2020 das Rajonszentrum des gleichnamigen Rajons Korostyschiw und ist ein wichtiges Zentrum der Förderung und Überarbeitung der hochqualitativen Granite in Europa.

## Geschichte
Die Stadt wurde 1499 zum ersten Mal schriftlich erwähnt, in der Adelsrepublik Polen-Litauen lag sie in der Woiwodschaft Kiew. 1795 kam sie zu Russland und lag seit 1797 im Gouvernement Kiew.
1799 erhielt sie das Magdeburger Stadtrecht verliehen, den heutigen Stadtstatus erhielt Korostyschiw im Jahre 1938. Seit 1991 ist sie Teil der heutigen Ukraine.

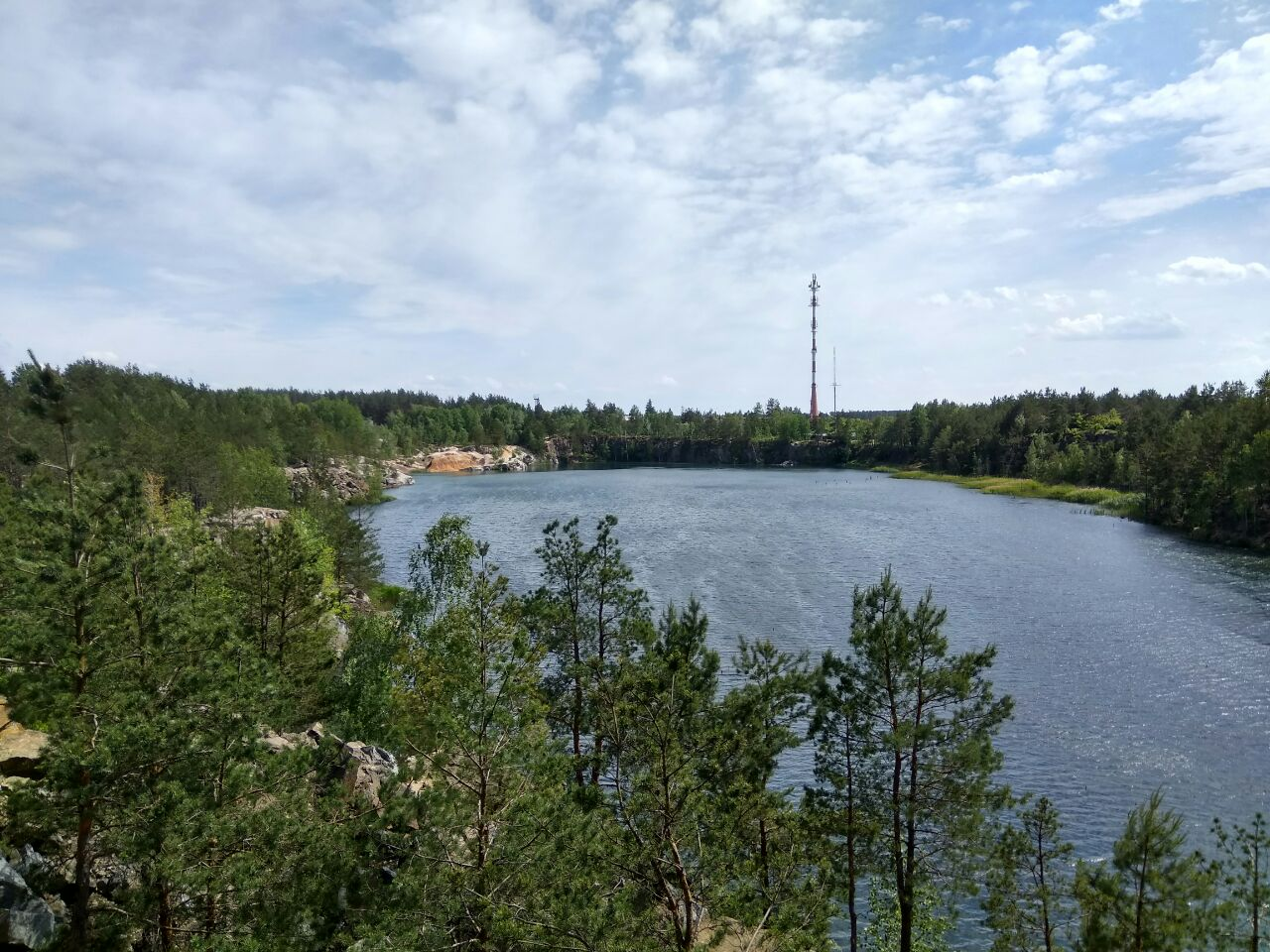
Granit-Baggersee am östlichen Stadtrand

## Verwaltungsgliederung
Am 5. August 2016 wurde die Stadt zum Zentrum der neugegründeten Stadtgemeinde Korostyschiw (ukrainisch Коростишівська міська громада/Korostyschiwska miska hromada), zu dieser zählten auch noch die 25 in der untenstehenden Tabelle aufgelistetenen Dörfer, bis dahin bildete sie zusammen mit den Dörfern Bobryk und Tesniwka die gleichnamige Stadtratsgemeinde Korostyschiw (Коростишівська міська рада/Korostyschiwska miska rada) im Zentrum des Rajons Korostyschiw.
Am 3. Juli 2018 kamen noch die 3 Dörfer Kolodjasky, Stryschiwka und Wilnja zum Gemeindegebiet.
Am 17. Juli 2020 kam es im Zuge einer großen Rajonsreform zum Anschluss des Rajonsgebietes an den Rajon Schytomyr.
Folgende Orte sind neben dem Hauptort Korostyschiw Teil der Gemeinde:
| Name                     | Name         | Name                         |
| ukrainisch transkribiert | ukrainisch   | russisch                     |
| ------------------------ | ------------ | ---------------------------- |
| Antoniwka                | Антонівка    | Антоновка (Antonowka)        |
| Bilkiwzi                 | Більківці    | Бельковцы (Belkowzy)         |
| Bobryk                   | Бобрик       | Бобрик (Bobrik)              |
| Borok                    | Борок        | Борок                        |
| Braschenez               | Браженець    | Браженец                     |
| Holubiwka                | Голубівка    | Голубовка (Golubowka)        |
| Hrubske                  | Грубське     | Грубское (Grubskoje)         |
| Jelysawetiwka            | Єлизаветівка | Елизаветовка (Elisawetowka)  |
| Kosak                    | Козак        | Казак (Kasak)                |
| Kolodjasky               | Колодязьки   | Колодезьки (Kolodeski)       |
| Krassyliwka              | Красилівка   | Красиловка (Krassilowka)     |
| Kropywnja                | Кропивня     | Крапивня (Krapiwnja)         |
| Kwitnewe                 | Квітневе     | Квитневое (Kwitnewoje)       |
| Onyschpil                | Онишпіль     | Онишполь (Onischpol)         |
| Produbijiwka             | Продубіївка  | Продубиевка (Produbijewka)   |
| Radiwka                  | Радівка      | Радовка (Radowka)            |
| Schtschyhlijiwka         | Щигліївка    | Щеглиевка (Schtscheglijewka) |
| Sdwyschka                | Здвижка      | Здвижка (Sdwischka)          |
| Semeniwka                | Семенівка    | Семёновка (Semjonowka)       |
| Stryschiwka              | Стрижівка    | Стрижёвка (Strischjowka)     |
| Struziwka                | Струцівка    | Струцовка (Struzowka)        |
| Tesniwka                 | Теснівка     | Тесновка (Tesnowka)          |
| Wilenka                  | Віленька     | Виленка (Wilenka)            |
| Wilnja                   | Вільня       | Вольня (Wolnja)              |
| Wilnjanka                | Вільнянка    | Вольнянка (Wolnjanka)        |
| Wydumka                  | Видумка      | Выдумка                      |
| Wyschnewe                | Вишневе      | Вишнёвое (Wischnjowoje)      |
| Zariwka                  | Царівка      | Царевка (Zarewka)            |

## Söhne und Töchter der Ortschaft
- David Hofstein (1889–1952), russischer Schriftsteller